# Bandiera di San David

La Bandiera di San David

La  Bandiera di San David è una bandiera gallese usata come alternativa al Red Dragon. Essa è formata da una croce dorata su campo nero e come le croci di San Giorgio, Sant'Andrea, San Patrizio e San Piran è simbolo del santo patrono. La sua forma deriva dal simbolo araldico della Diocesi di San David, che riporta un motivo simile.